# Детскосельская улица (Павловск)
Детскосе́льская улица — улица в городе Павловске (Пушкинский район Санкт-Петербурга). Проходит от Садовой до Берёзовой улицы.
Первоначально называлась Поляковской улицей — по фамилии владельца дачи промышленника Даниила Самуиловича Полякова. Топоним известен с 1912 года.
Примерно в 1918 году улицу переименовали в Детскосельскую — по ней идёт дорога в город Детское Село (ныне Пушкин).
На чётной стороне Детскосельской улицы у пересечения с Берёзовой улицей находится безымянный сквер с братской могилой воинов Советской Армии, погибших в годы Великой Отечественной войны. Рядом с захоронением установлен памятник — фигура скорбящей матери. Это воинское захоронение является объектом культурного наследия регионального значения.

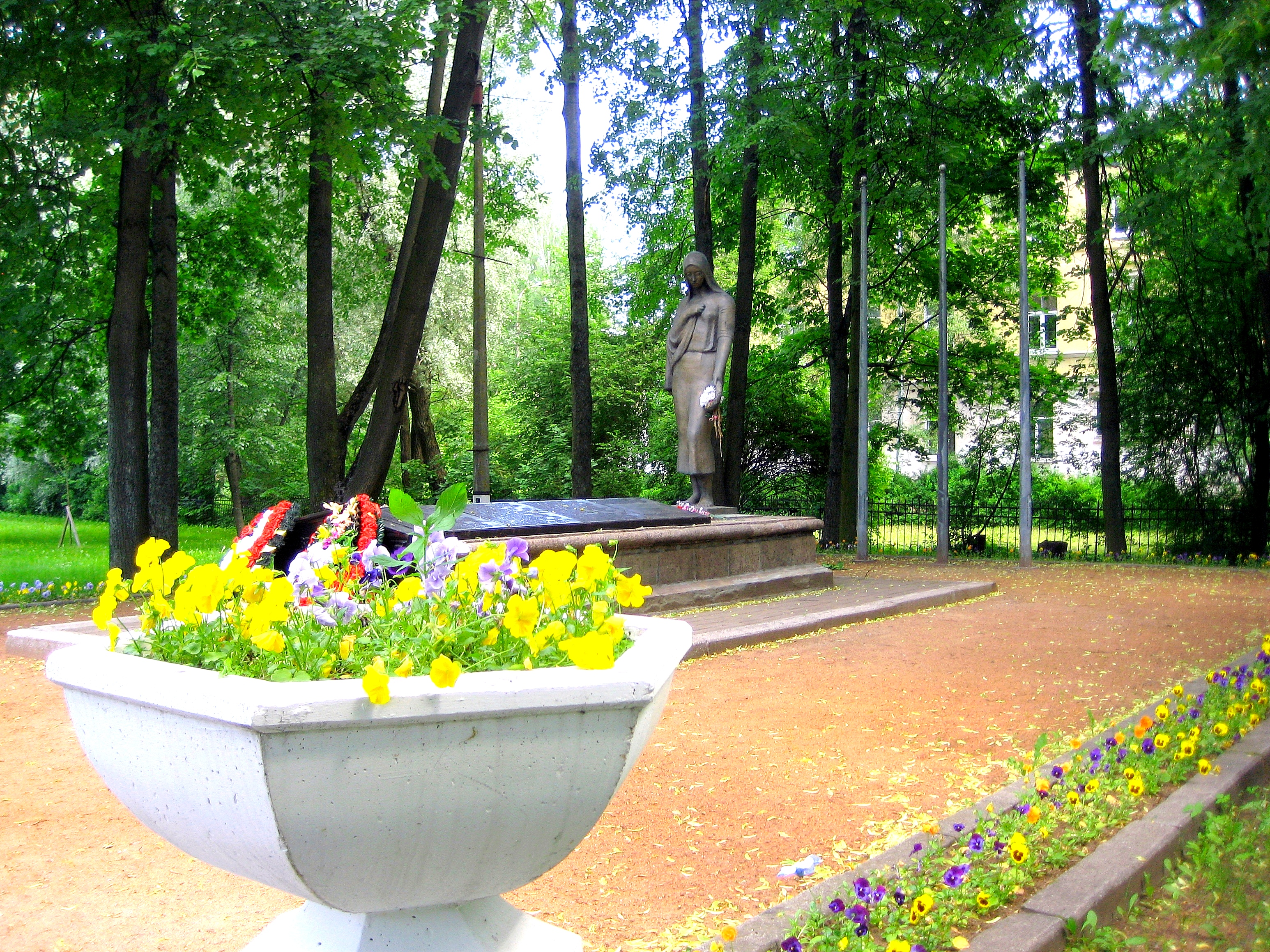
Мемориал «Скорбящая» на Детскосельской улице

Между домами 15 и 13 по Детскосельской улице отходит безымянный переулок, соединяющий Детскосельскую со Слуцкой улицей. В начале XX века это был Пограничный переулок.

## Перекрёстки
- Садовая улица
- Детскосельский переулок
- Берёзовая улица